# Lambda Virginis
Lambda Virginis (Khambalia, 100 Virginis) é uma estrela na direção da constelação de Virgo. Possui uma ascensão reta de 14h 19m 06.60s e uma declinação de −13° 22′ 16.2″. Sua magnitude aparente é igual a 4.52. Considerando sua distância de 187 anos-luz em relação à Terra, sua magnitude absoluta é igual a 0.73. Pertence à classe espectral A1V.